# Варабі

35°49′32″ пн. ш. 139°40′46″ сх. д. / 35.82556° пн. ш. 139.67944° сх. д.
Вара́бі (яп. 蕨市, わらびし, МФА: [waɾabʲi ɕi̥]) — місто в Японії, в префектурі Сайтама.

## Короткі відомості
Розташоване в південно-східній частині префектури. Найменше місто Японії за площею. Назва походить від японського імені орляка звичайного (Pteridium aquilinum). Виникло на основі середньовічного постоялого містечка на Середгірському шляху. Основою економіки є комерція, виробництво електротоварів. Традиційне ремесло — виготовлення смугастої бавовни. Станом на 1 жовтня 2008 площа міста становила 5,10 км². Станом на 1 січня 2009 населення міста становило 70 677 осіб.